# Tasenia nigromaculalis
Tasenia nigromaculalis is een vlinder van de familie van de grasmotten (Crambidae). De wetenschappelijke naam van deze soort is voor het eerst voorgesteld door Pieter Snellen in een publicatie uit 1901.
De soort komt voor in de Filipijnen en Indonesië (Java).